# Pseudotyphistes
Pseudotyphistes is een geslacht van spinnen uit de familie hangmatspinnen (Linyphiidae).

## Soorten
De volgende soorten zijn bij het geslacht ingedeeld:
- Pseudotyphistes biriva Rodrigues & Ott, 2007
- Pseudotyphistes cambara (Ott & Lise, 1997)
- Pseudotyphistes cristatus (Ott & Lise, 1997)
- Pseudotyphistes ludibundus (Keyserling, 1886)
- Pseudotyphistes pallidus (Millidge, 1991)
- Pseudotyphistes pennatus Brignoli, 1972
- Pseudotyphistes vulpiscaudatus (Ott & Lise, 1997)